# تاج زیتون

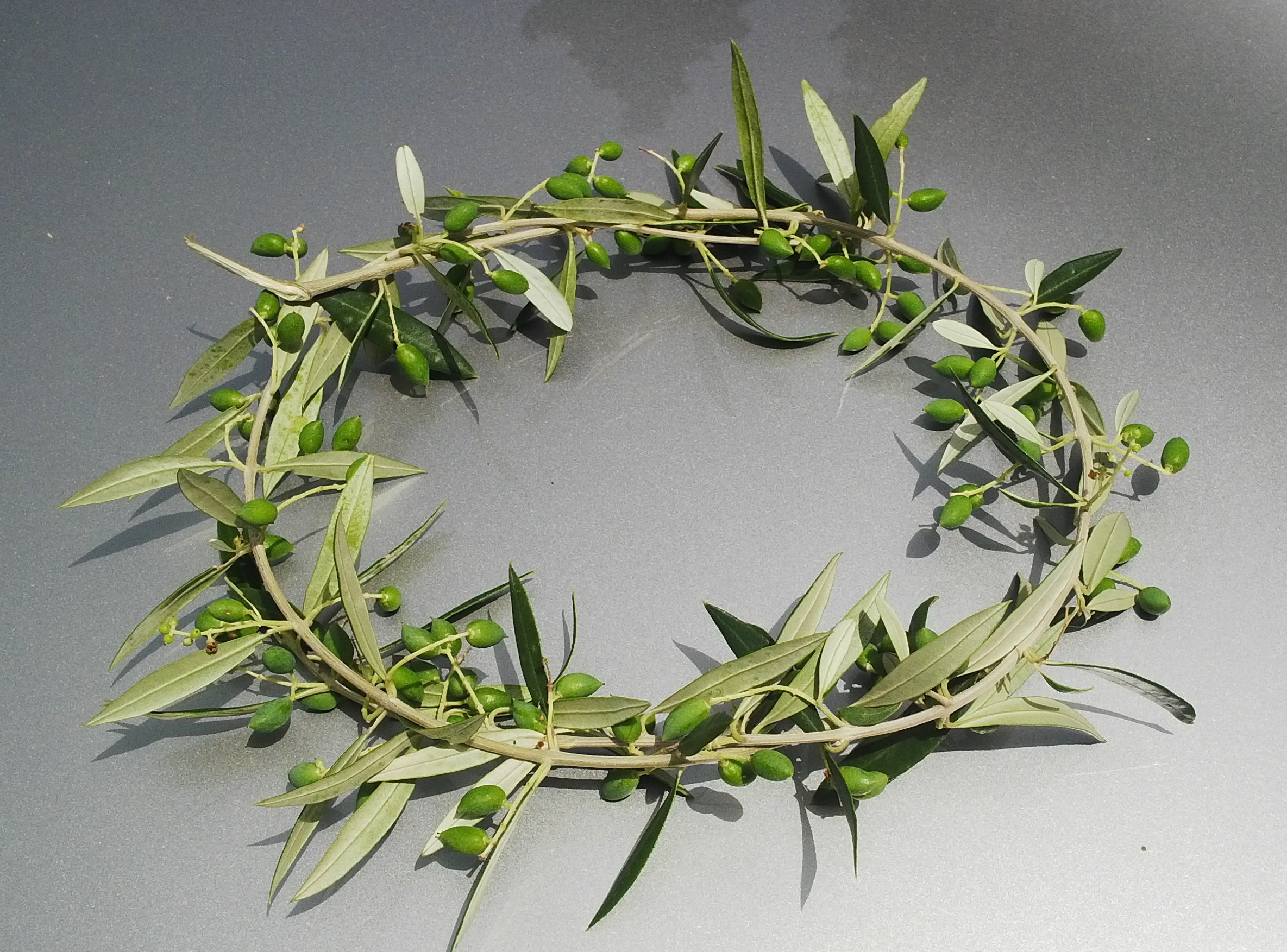
کوتینوس، جایزه برنده بازی‌های المپیک باستان.

تاج گل زیتون همچنین به عنوان کوتینوس (به یونانی: κότινος) شناخته می‌شود، جایزه برنده بازی‌های المپیک باستانی بود. این جایزه در واقع شاخه‌ای از درخت زیتون وحشی با نام محلی Kallistefanos Elea یا Elaia Kallistephanos بود که در المپیا رشد می‌کرد؛ شاخه‌های چیده‌شدهٔ آن را در هم می‌تنیدند تا به شکل یک دایره یا یک نعل اسب درآید. شاخه‌های درخت زیتون وحشی مقدس در نزدیکی معبد زئوس توسط یک پائیس آمفیتال (یونانی باستان: παῖς ἀμφιθαλής، پسری که پدر و مادرش هر دو زنده بودند) با یک قیچی طلایی قطع می‌شد. سپس شاخه‌ها را به معبد هِرا برده و روی میز طلایی عاج می‌گذاشتند. از آنجا هلانودیکای‌ها (داوران بازی‌های المپیک) شاخه‌ها را می‌بردند و تاج گل می‌ساختند و پس از مشخص شدن برندگان، بر سر قهرمان می‌گذاشتند.
در دیگر بازی‌های پان‌هلنیک، یونانیان از برگ درختان دیگری، من‌جمله کرفس کوهی و کاج، هم تاج گل می‌تنیدند. لیکن در بازی‌های هرایی هم تاج زیتون به افراد برنده اهدا می‌شد.

## تاریخچه

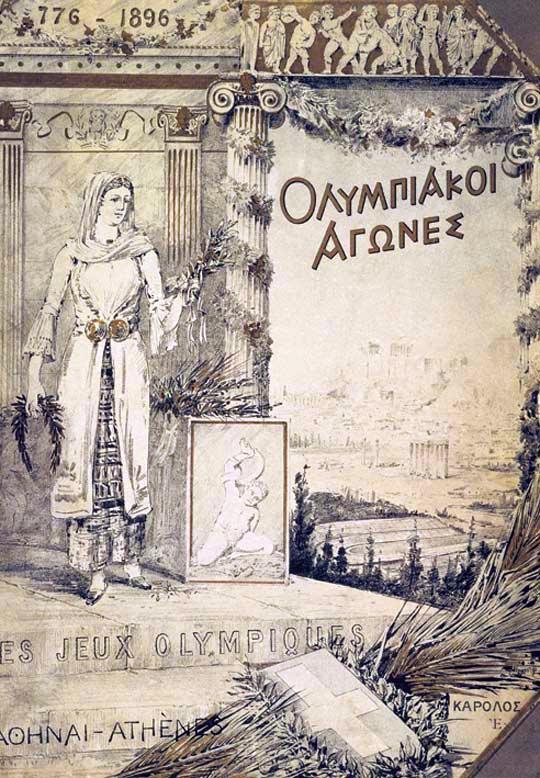
پوستر رسمی المپیک ۱۸۹۶، با تصاویری از تاج زیتون برای تلمیح به المپیک باستان.

به گفته پوسانیاس، این جایزۀ تاج زیتون از این افسانه ناشی شده بود که هراکلس بازی‌های المپیک را آغاز کرد و درخت زیتونی کاشت که برای یونانیان مقدس شد و تاج گل‌های فاتحان المپیک از آن درخت بریده می‌شد تا به افتخار پدر هراکلس، زئوس، به عنوان جایزه‌ای برای قهرمان مسابقه دویدن باشد.
در بازی‌های المپیک باستان هیچ مدال طلا، نقره یا برنزی وجود نداشت. در هر رویداد فقط یک برنده (قهرمان) وجود داشت که با تاج زیتون از او قدردانی می‌شد و از برگ‌های زیتون وحشی از درختان مقدس نزدیک معبد زئوس در المپیا برای او تاجی آماده می‌کردند. تاج‌های زیتون بخشی از نمادهای پایه‌گذاری بازی‌های المپیک مدرن بود، با تصاویری که دارای تاج گلی است که تمرین باستانی و تاریخ را با رویدادهای سال ۱۸۹۶ مرتبط می‌کند. تاج‌های زیتون در طول بازی‌های المپیک تابستانی ۲۰۰۴ در آتن به افتخار سنت باستانی اهدا شدند، زیرا این بازی‌ها در یونان برگزار می‌شد و در این دوره تاج زیتون به عنوان نماد رسمی مسابقات استفاده شد.
هرودوت داستان زیر را که مربوط به تاج زیتون است شرح می‌دهد: خشایارشا پس از نبرد ترموپیل از برخی آرکادی‌ها پرس و جو می‌کرد. او پرسید که: «چرا تعداد کمی از مردان یونانی در دفاع از ترموپیل حضور یافتند؟» پاسخ این بود: «همه مردان دیگر در بازی‌های المپیک شرکت می‌کنند». و وقتی او پرسید: «جایزه برنده چیست؟» گفتند: «یک تاج گل زیتون». سپس تیگرانس، یکی از ژنرال‌های خشایارشا گفت: «فلک را شُکر! مردونیه، این چه مردانی هستند که ما را با آن‌ها به جنگ آورده‌ای؟ مردانی که برای ثروت رقابت نمی‌کنند، بلکه برای فضیلت رقابت می‌کنند!»
بازی‌های المپیک به عنوان بازی‌های استفانیتیک نیز شناخته می‌شدند (برگرفته از استفانوس، کلمه یونانی آتیک به معنای «تاج»)، زیرا قهرمانان فقط یک حلقه تاج برای پیروزی خود دریافت می‌کردند. این رسم بر خلاف سایر مسابقات ورزشی یا هنری یونان باستان، همچون بازی‌های پان‌آتنایک، بود که در آن به برندگان آمفوراهای زیادی از روغن زیتون درجه یک آتن اهدا می‌شد. لیکن در المپیک هیچ جایزه مالی یا مادی اعطا نمی‌شد. اگرچه برندگان هیچ جایزه مادی در بازی‌ها دریافت نمی‌کردند، اما در بازگشت به پولیس خود اغلب با هدایا و شهرت در میان هم‌شهریان خود روبرو می‌شدند.
آریستوفان در پلوتوس در مورد ورزشکاران پیروز که به جای طلا، تاج گلی از زیتون وحشی بر سر می‌گذارند، اظهار نظری طنزآمیز می‌کند:
زئوس فقیر است و من به وضوح این را به شما ثابت خواهم کرد. در بازی‌های المپیک که او تأسیس کرده و هر چهار سال یک بار کل یونان را به آن فرا می‌خواند، ورزشکاران قهرمان را فقط با یک تاج زیتون وحشی پاداش می‌دهد؟ اگر او غنی بود، به آن‌ها طلا می‌داد.
ورزشکاران پیروز مورد تجلیل قرار گرفته و ستایش می‌شدند. دستاوردهای آن‌ها قدردانی می‌شد و در تاریخ ثبت می‌شد تا آیندگان بتوانند عملکرد آنان را برشمارند. در واقع، اسامی برندگان المپیک اساس گاهشماری جهان باستان را تشکیل می‌دادند، همان‌طور که تیمائوس در اثر خود، «تاریخ» این مسئله را شرح داده است.
در میان بسیاری از ارجاعات فرهنگی در مورد تاج زیتون، سطر اول مصراع اول سرود ملی مکزیک نیز به این میراث معنوی اشاره دارد.